# Bubble Pop!
Bubble Pop! es el EP debut de la cantante surcoreana Hyuna. Fue publicado el 5 de julio de 2011 por Cube Entertainment. Bubble Pop! logró posicionarse en el séptimo puesto de Gaon Albums Chart.

## Lanzamiento y recepción
El 30 de junio de 2011, un sencillo promocional, «A Bitter Day», fue publicado digitalmente. La cantante G.NA hizo una aparición en el coro y Yong Jun Hyun de Highlight participó en el rap. La canción fue coescrita por Yong y Choi Kyu Sung.«A Bitter Day» se posicionó en el puesto 10 de Gaon Digital Chart y en el puesto 165 de Gaon Year-End Digital Chart de 2011.
El 5 de julio de 2011, el sencillo del EP, «Bubble Pop!» y su vídeo musical fueron publicados. Lee Joon de MBLAQ hace una corta aparición. El videoclip fue filmado en Okinawa, Japón. Hyuna promocionó la canción en varios programas musicales como Music Bank, Show! Music Core, Inkigayo y M! Countdown a partir del 8 de julio de 2011. La canción se ubicó en el cuarto puesto de Gaon Digital Chart y finalizó el 2011 en el puesto 21 de la lista de fin de año de Gaon. Ha vendido un total de 2 694 310 copias digitales.[cita requerida]
El 9 de diciembre de 2011, «Bubble Pop!» se posicionó en el noveno puesto de la lista «Las 20 mejores canciones de 2011» de la revista americana SPIN.
La canción fue parodiada en el episodio «Candy Quahog Marshmallow!» de Family Guy.[cita requerida]

## Promoción y controversia
Hyuna promocionó «Bubble Pop!» en programas musicales en julio de 2011 en Music Bank, Show! Music Core, Inkigayo y M! Countdown. La canción introductoria «Attention» también fue utilizada en las presentaciones.
En agosto, Cube Entertainment detuvo las promociones debido a que la Comisión de Comunicaciones de Corea (KCC por sus siglas en inglés) consideró que los vídeos, la coreografía y la vestimenta del sencillo principal eran «demasiado sexualmente sugestivos». Cube decidió promver el sencillo «Just Follow», junto con el rapero Dok2. La presentación de Hyuna en Inkigayo contó con la participación de Zico de Block B, interpretando las letras que él reescribió.

## Lista de canciones
| Bubble Pop! |                                            |                                 |                                 |          |  |
| N.º         | Título                                     | Letras                          | Música                          | Duración |  |
| 1.          | «Attention»                                | Beomi, Nangi                    | Beomi, Nangi                    | 1:26     |  |
| 2.          | «Bubble Pop!»                              | Shinsadong Tiger, Choi Kyu Sung | Shinsadong Tiger, Choi Kyu Sung | 3:33     |  |
| 3.          | «Downtown» (con Jiyoon)                    | Shinsadong Tiger, Choi Kyu-sung | Shinsadong Tiger, Choi Kyu-sung | 3:23     |  |
| 4.          | «A Bitter Day» (con Yong Jun Hyung & G.NA) | Choi Kyu Sung, Yong Jun Hyung   | Choi Kyu Sung                   | 3:47     |  |
| 5.          | «Just Follow» (con Dok2)                   | Dok2                            | Dok2                            | 3:25     |  |
| 15:35       |                                            |                                 |                                 |          |  |

## Posicionamiento en listas
| Listas (2011)             | Mejor posición |
| ------------------------- | -------------- |
| Gaon Weekly Albums Chart  | 7              |
| Gaon Monthly Albums Chart | 13             |

## Historial de lanzamiento
| País          | Fecha              | Formato | Discográfica       |
| ------------- | ------------------ | ------- | ------------------ |
| Corea del Sur | 5 de julio de 2011 | CD      | Cube Entertainment |